# Scarlat Iriza
Scarlat Iriza (n. 3 septembrie 1955, Bustuchin, Gorj, România – d. 23 octombrie 2023, București, România) a fost un politician român, reprezentant în Parlament al județului Gorj. A fost ales deputat în legislatura 2000–2004 din partea PSDR și în legislatura 2012–2016, din partea PSD. În timpul ultimului mandat, a trecut la UNPR și apoi la PMP. După ce aceste ultime două partide au fuzionat, Scarlat Iriza a părăsit partidul rezultat din această fuziune pentru a trece la ALDE, partid din partea căruia a fost ales senator în 2016.